# Siergiej Żełanow
Siergiej Wiktorowicz Żełanow ros. Сергей Викторович Желанов (ur. 14 czerwca 1957 w Aleksinie w obwodzie tulskim) – rosyjski lekkoatleta (wieloboista) startujący w barwach ZSRR, medalista olimpijski z 1980.
Zdobył brązowy medal w dziesięcioboju na igrzyskach olimpijskich w 1980 w Moskwie, za Daleyem Thompsonem z Wielkiej Brytanii i innym reprezentantem ZSRR Jurijem Kucenko.
Na letniej uniwersjadzie w 1981 w Bukareszcie zdobył w tej konkurencji srebrny medal, za innym reprezentantem ZSRR Aleksandrem Szablenko.
Rekordy życiowe Żełanowa:
| Konkurencja   | Data i miejsce         | Wynik    |
| ------------- | ---------------------- | -------- |
| dziesięciobój | 22 czerwca 1984, Kijów | 8417 pkt |